# Plaza del Congreso
La Plaza del Congreso (en français place du Congrès) est une place de Buenos Aires, délimitée par les avenues Entre Ríos, et Rivadavia, et les rues Hipólito Yrigoyen et Virrey Cevallos.
Elle est parfois mal appelée Plaza de los Dos Congresos (place des deux Congrès). L'erreur provient du fait que le monument qui se trouve en son centre se nomme Monumento de los Dos Congresos, en honneur de l’Assemblée de l'an XIII et du Congrès de Tucumán.
La Plaza del Congreso fait partie d'un ensemble de trois places juxtaposées, avec la Plaza Lorea et la Plaza Mariano Moreno. La construction de ces places fut une création urbanistique édifiée à l'occasion des festivités du centenaire de la Révolution de Mai, et répondait à la pensée hygiéniste de la fin du XIXe siècle, qui promouvait la construction de lieux ventilés et ensoleillés dans les grandes cités.
Elle est située dans le quartier porteño de Monserrat.